# Parachelifer superbus
Espèce
Parachelifer superbus est une espèce de pseudoscorpions de la famille des Cheliferidae.

## Distribution
Cette espèce est endémique des États-Unis. Elle se rencontre en Floride et en Alabama.

## Description
Le mâle holotype mesure 2,7 mm, les mâles mesurent de 2,6 à 3,1 mm et les femelles de 3,05 à 3,95 mm.

## Publication originale
- Hoff, 1964 : Atemnid and cheliferid pseudoscorpions, chiefly from Florida. American Museum Novitates, no 2198, p. 1-43 (texte intégral).